# Dillapiol
Dillapiol ist ein Naturstoff aus der Gruppe der Phenylpropanoide.

## Vorkommen

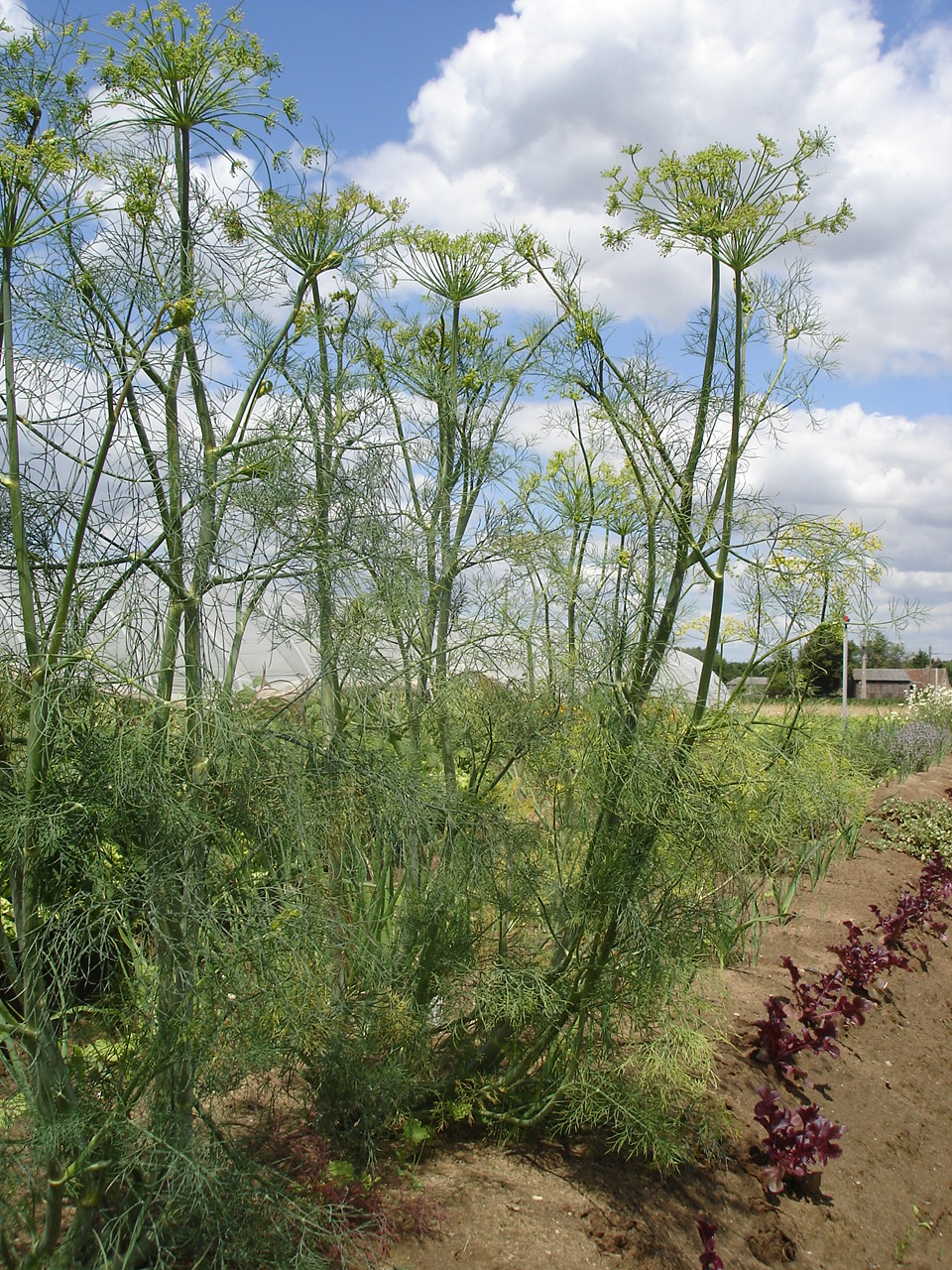
Dill (Anethum graveolens)

Es kommt als Bestandteil von ätherischen Ölen u. a. in Dill und Fenchel vor und ist ein Isomer des Apiols. Die Gewinnung erfolgt durch eine Isolierung aus der brasilianischen Heilpflanze Heckeria umbellata (Piperaceae).